# Arundinaria pumila
L'Arundinaria pumila és una espècie de bambú, del gènere Arundinaria de la família de les poàcies, ordre de les poals, subclasse de les commelínides, classe de les liliòpsides, divisió dels magnoliofitins. La seva classificació taxonòmica i, en conseqüència, el nom científic, ha estat controvertida, dins del procés general que afectat totes les arundinàries: alguns autors, doncs, l'anomenen Pleioblastus pumilus ((Mitford) Nakai), Pleioblastus humilis var. pumilus ((Mitford) D.C.McClint.) o Sasa pumila ((Mitford) E,G.Camus) i la situen en altres gèneres. Plants of the World Online la dona com a sinònima de Pleioblastus argenteostriatus (Regel) Nakai).
Nativa de l'Àsia (Japó): Honshū, Kyūshū, Shikoku.

## Descripció
Creix entre un i tres metres. És una planta perenne, amb flors hermafrodites i pol·linitzades pel vent; floreix amb intervals de molts anys. El seu extens sistema d'arrels en fa una bona eina en la lluita contra l'erosió del sòl.